# Colton (Kalifornija)
Colton je grad u američkoj saveznoj državi Kalifornija. Prema popisu stanovništva iz 2010. u njemu je živjelo 52,154 stanovnika.